# Chlamydia pneumoniae
Espèce
Synonymes
- Chlamydophila pneumoniae (Grayston et al. 1989) Everett et al. 1999

Chlamydia pneumoniae est une espèce de bactéries de la famille des Chlamydiaceae .

## Maladie
Cette bactérie est responsable de pneumopathies atypiques communautaires.

## Description
De nombreuses recherches sont en cours pour évaluer son rôle dans l'athérosclérose. D'autre part, la bactérie jouerait un rôle important dans l'exacerbation de l'asthme. Elle est trouvée chez près de 60 % des enfants asthmatiques de 5 à 15 ans, et il y aurait un lien direct entre l'importance de la réaction immunitaire contre chlamydophila pneumoniae et la fréquence des crises. Il est remarqué que, in vitro, les cellules immunitaires humaines infectées par chlamydophila pneumoniae libèrent les mêmes substances que les cellules impliquées dans l'asthme. Cependant, des chercheurs estiment que, parallèlement à la pollution atmosphérique, cette bactérie pourrait être à l'origine de la forte recrudescence de l'asthme ces dernières années.

## Liste des non-classés
Selon NCBI (22 décembre 2019) :
- non-classé Chlamydia pneumoniae AR39
- non-classé Chlamydia pneumoniae B21
- non-classé Chlamydia pneumoniae CWL029
- non-classé Chlamydia pneumoniae J138
- non-classé Chlamydia pneumoniae LPCoLN
- non-classé Chlamydia pneumoniae TW-183

## Publications originales
- (en) J. Thomas Grayston, Cho-Chou Kuo, Lee Ann Campbell et San-Pin Wang, « Chlamydia pneumoniae sp. nov. for Chlamydia sp. Strain TWAR », International Journal of Systematic Bacteriology, vol. 39, no 1,‎ 1er janvier 1989, p. 88–90 (ISSN 0020-7713, 1465-2102 et 1070-6259, DOI 10.1099/00207713-39-1-88, lire en ligne).
- (en) Karin D. E. Everett, Robin M. Bush et Arthur A. Andersen, « Emended description of the order Chlamydiales, proposal of Parachlamydiaceae fam. nov. and Simkaniaceae fam. nov., each containing one monotypic genus, revised taxonomy of the family Chlamydiaceae, including a new genus and five new species, and standards for the identification of organisms », International Journal of Systematic Bacteriology, vol. 49, no 2,‎ avril 1999, p. 415–440 (ISSN 0020-7713, 1465-2102 et 1070-6259, PMID 10319462, DOI 10.1099/00207713-49-2-415, lire en ligne).